# Paul Krause (Schriftsteller)
Hermann Paul Krause (* 4. März 1882 in Colditz; † 5. November 1931 in Dresden) war ein deutscher Schriftsteller und Schulleiter.

## Leben und Wirken
Er war der Sohn von Friedrich Krause, der 1885 als Kirchschullehrer und Kantor nach Remse ging. Paul Krause studierte von 1898 bis 1902 an den Lehrerseminaren in Colditz und Rochlitz. Danach war Krause Hilfslehrer in Waldenburg (Sachsen) und im Anschluss Lehrer in Pfaffroda und Lengenfeld. Ab 1914 war er als Sprachlehrer für Französisch und Englisch an der Volksschule in Blasewitz tätig. Spätestens ab 1925 war er Schulleiter einer 8-klassigen Volksschule und 10-klassigen höheren Mädchenschule in Dresden.

## Werke (Auswahl)
- Gold und Eisen. Bilder aus Krieg und Frieden. 1916.
- Der Dorfschulmeister von Korneck. Wilhelm Reinharts Tagebuchblättern nacherzählt. Becker, Dresden 1919.
- Bei uns daheim. Erinnerungen aus Heimat und Jugend. 1924.
- Der Bruderhof. Eine Familien- und Bauerngeschichte. Schönberg 2018 (Digitalisat)